# Vườn quốc gia Pù Mát
Vườn quốc gia Pù Mát là một khu rừng đặc dụng ở phía tây tỉnh Nghệ An. Tiếng Thái, Pù Mát có nghĩa là những con dốc cao. Được thành lập theo quyết định số 174/2001/QĐ-TTg của Thủ tướng Chính phủ ngày 08/11/2001 về việc chuyển hạng Khu Bảo tồn Thiên nhiên Pù Mát thành Vườn quốc gia. Vườn quốc gia Pù Mát hiện được xác định là vùng lõi của khu dự trữ sinh quyển miền tây Nghệ An do UNESCO công nhận năm 2007.

## Vị trí địa lý
Từ 18°46′ đến 19°12′ vĩ bắc và từ 104°24′ đến 104°56′ kinh độ đông.

## Điều kiện tự nhiên

### Diện tích
Tổng diện tích của Vườn quốc gia Pù Mát là 94.804 ha, trải rộng trên 3 huyện Tương Dương, Con Cuông và Anh Sơn của tỉnh Nghệ An. Vùng đệm của Vườn quốc gia Pù Mát có diện tích 86.000 ha.

### Địa hình
Độ cao biến động của rừng Pù Mát là từ 200 - 1.814 m trong đó đỉnh Pù Mát cao nhất: 1.814m. rừng được chia thành:
+Rừng kín thường xanh hỗn giao cây lá rộng lá kim á ẩm nhiệt đới: 29%(27.467,446 ha)
+ Rừng kín thường xanh ẩm nhiệt đới: 46,5%(44.042,661 ha)
+ Kiểu phụ rừng lùn trên đỉnh núi cao:1,7%(1.610,1618 ha)
+Rừng phục hồi sau khai thác và sau nương rẫy:21%(19.890,234 ha)
+Đất canh tác nông nghiệp và nương rẫy:0,4%(378,8616 ha)
+Trảng cỏ, cây bụi, cây gỗ thưa thớt:1,4%(1.326,0156) ha

## Đa dạng sinh học

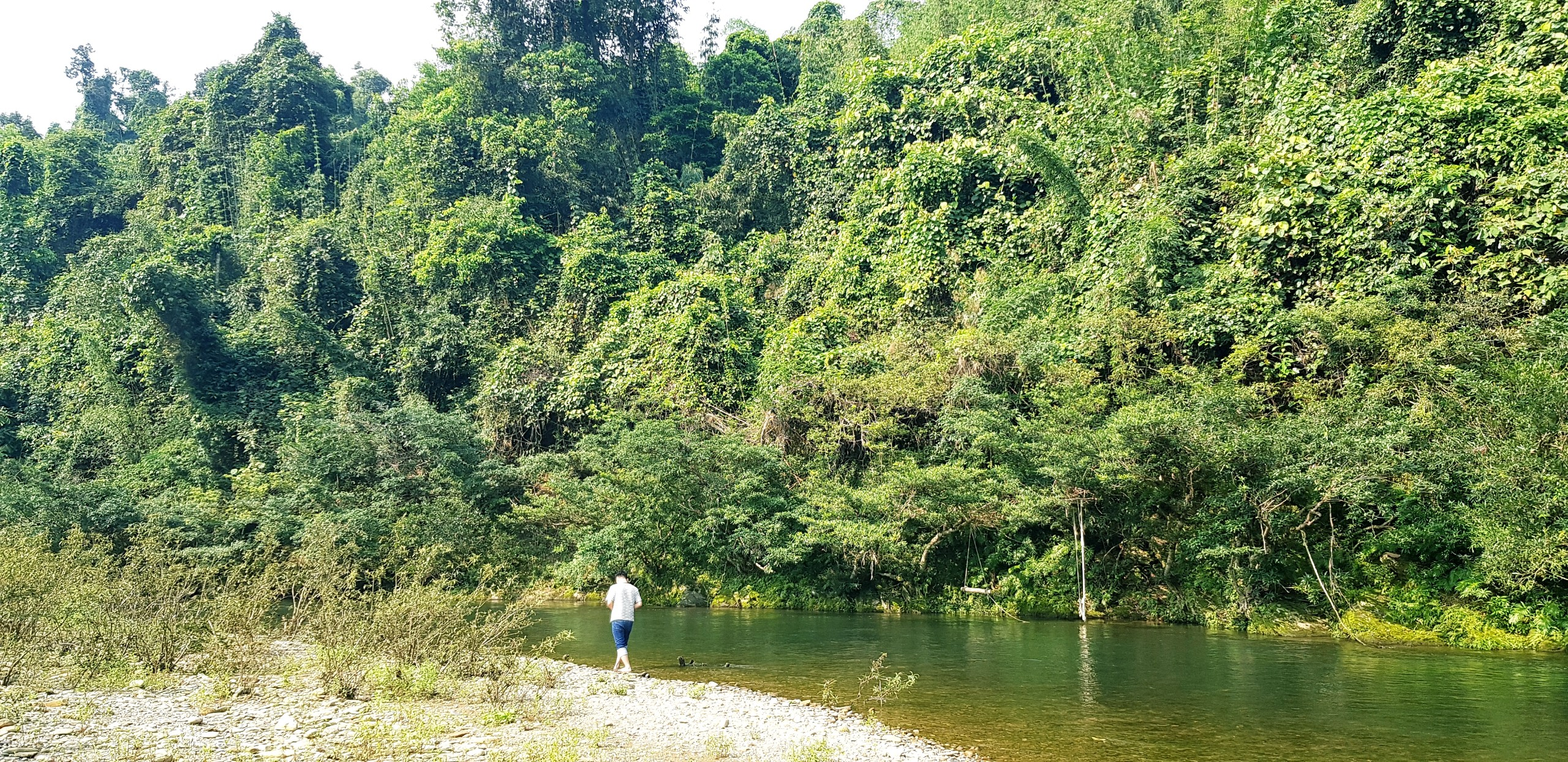
Thượng nguồn sông Giăng, phía trong lỏi của vườn quốc gia Pù Mát

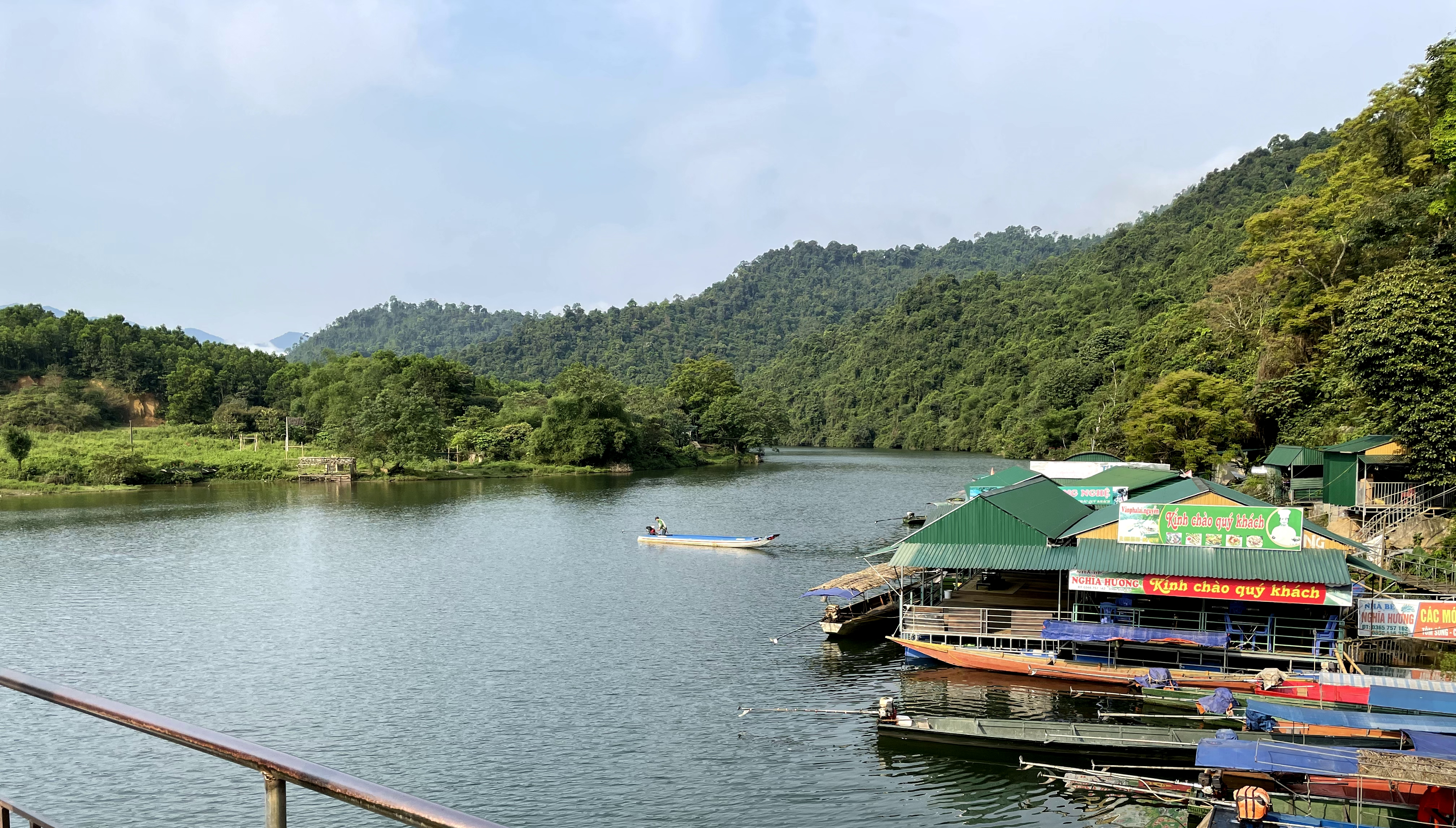
Sông Giăng trong KDL sinh thái Pha Lài, nằm trong vườn quốc gia Pù Mát

Pù Mát là một trong những điểm được nghiên cứu rất kỹ về đa dạng sinh học. Cho đến nay đã có 1.144 loài thực vật có mạch được ghi nhận là phân bố ở Pù Mát. Trong đó có 3 loài là mới cho khoa học: Cleistanthus spp. nov., Phyllagathis spp. nov. và Phrynium pumatensis.
Kiểu rừng đặc trưng nhất là rừng thường xanh trên đất thấp với ưu thế của các cây họ dầu (Dipterocarpaceae) (Hopea spp. và Dipterocarpus spp.), Dẻ (Fagaceae) (Quercus spp., Lithocarpus spp. và Castanopsis spp.) và Long não Lauraceae (Cinnamomum spp. và Litsea spp.).
Theo nghiên cứu của các nhà khoa học ở đây có 3 loài thú đặc hữu Đông Dương: sao la (Pseudoryx nghetinhensis), thỏ sọc Bắc Bộ (Nesolagus spp. nov.), vượn đen má trắng (Hylobates leucogenys), vượn má hung (Hylobates gabriellae). Ngoài ra còn có các ghi nhận về mang lớn, mang Trường Sơn, voọc chà vá chân nâu, hổ, voi, cầy vằn...
Vào năm 1999 bẫy ảnh của VQG đã chụp được một cá thể hổ trưởng thành đến nay đã hơn 20 năm (năm 2023) vẫn chưa phát hiện lại. Nhưng người đi rừng nói vẫn còn hổ tại đây, với dấu chân hổ cụ thể là tại bien giới Việt Lào
Tổng số có 259 loài chim được phát hiện, trong đó 22 loài có nguy cơ tuyệt chủng, nhiều loài chim quý, hiếm như trĩ sao, niệng cổ hung..

## Dân cư
Sinh sống xen kẽ trong khu rừng cấm này chủ yếu là người Kinh, người Thái, người Mông, người Thổ (bộ tộc Đan Lai). Họ sinh sống ở hầu hết các thôn bản, trong các nhà sàn bằng gỗ với nghề trồng lúa nước. Ở những vùng đồi, họ tham gia trồng cây hoặc đốt nương làm rẫy, trồng màu hoặc các loại cây lương thực khác; nuôi trâu, bò và gia cầm; làm sản phẩm tre và dệt vải truyền thống.